# Renzo Burini
Renzo Burini (Palmanova, 10 ottobre 1927 – Milano, 25 ottobre 2019) è stato un calciatore e allenatore di calcio italiano, di ruolo attaccante.

## Biografia
Burini nacque a Palmanova, in provincia di Udine: suo padre lavorava come guardia carceraria e gli consentì di tirare i primi calci giocando con i detenuti nella loro ora d'aria.
Lo stesso padre di Burini espresse più di un dubbio riguardo al trasferimento del figlio al Milan, ma la società meneghina lo convinse, assicurando al giovane Renzo un impiego in un maglificio della zona.
Dopo la fine della carriera, Burini si è stabilito a Milano ed è rimasto molto legato alle sole tre squadre per cui aveva giocato, in particolare Lazio e Milan: nel primo caso, ha partecipato frequentemente alle riunioni del settore della tifoseria bianco-celeste residente nel capoluogo lombardo; nel secondo, in occasione del suo 90º compleanno, nel 2017 la società rossonera l'ha omaggiato con una cerimonia speciale durante un prepartita allo stadio "Giuseppe Meazza", in cui Daniele Massaro (altro ex attaccante del Milan, che aveva esordito con la prima squadra del Monza mentre lo stesso Burini era responsabile del settore giovanile) gli ha consegnato la maglia numero 7.
Dal suo matrimonio ha avuto due figli. È morto a Milano nel 2019, all'età di 92 anni, dopo una breve malattia. È stato sepolto al Cimitero Maggiore.

## Caratteristiche tecniche

### Giocatore
Attaccante versatile, poteva agire da centravanti ma preferiva la posizione di ala sinistra, posizione che occupò durante gli anni al Milan e in cui si distinse per la sua agilità, il suo senso del gol e le sue ottime doti tecniche. Aveva inoltre un buon senso della posizione ed era ambidestro.
Una delle sue tecniche preferite era il tiro in corsa, generalmente indirizzato in diagonale e rasoterra per ottenere la massima precisione.
Negli anni alla Lazio, invece, arretrò spesso a centrocampo, di solito giocando da mediano, sfruttando più le proprie caratteristiche atletiche che quelle offensive.

## Carriera

### Giocatore

#### Club

##### Gli inizi, Milan
Inizia a giocare nella squadra del suo paese, che aiuta a raggiungere il terzo posto nel girone di Serie C durante il campionato 1946-1947.
Nella stessa estate, scovato da un osservatore fratello dell'allora dirigente del Milan Antonio Busini, passa al Milan, con cui debutta in Serie A il 4 gennaio 1948, in una partita casalinga contro il Bari: realizza subito una doppietta, contribuendo così all'8-1 finale per i rossoneri.
Schierato come ala sinistra o destra, alternandosi con Enrico Candiani prima e Mario Renosto poi, nei suoi primi anni a Milano Burini si impone presto all'attenzione del pubblico, venendo considerato uno degli esterni d'attacco più forti del campionato e sfiorando la convocazione per i Mondiali del 1950.
Nella stagione 1950-1951 è parte di un attacco estremamente efficace e prolifico, assieme a Renosto e, soprattutto, al trio "Gre-No-Li" composto dagli svedesi Gunnar Nordahl, Nils Liedholm e Gunnar Gren: con 12 reti, concorre alla vittoria dello Scudetto, che ai rossoneri mancava da ben 44 anni. Più avanti nell'anno, si laurea anche campione della Coppa Latina.
Nel campionato successivo, Burini migliora ulteriormente il suo apporto in zona gol e, anche se il Milan si piazza secondo (alle spalle della Juventus Campione d'Italia), con 22 reti risulta il secondo capocannoniere dei rossoneri, dietro soltanto a Nordahl.
Continua ad andare a segno regolarmente anche nella stagione 1952-1953: tuttavia, il 1º febbraio 1953, contro il Palermo, si frattura il piede destro ed è costretto a terminare anzitempo la stagione, avendo comunque fatto in tempo a realizzare 13 reti.
Questo campionato si rivela anche l'ultimo giocato dal friulano nel Milan, con la cui maglia ha disputato in totale 190 partite di campionato, realizzando 87 gol. Al suo attivo, oltre al titolo di Campione d'Italia e della Coppa Latina nel 1951, figurano anche due secondi e due terzi posti in campionato.

##### Lazio

Burini (accosciato, terzo da sinistra) alla Lazio nella stagione 1954-1955

Nell'estate del 1953 passa alla Lazio. In questa squadra, Burini, ripresosi dall'infortunio, gioca in un nuovo ruolo arretrando a centrocampo e diviene titolare per sei stagioni di seguito, con 148 presenze complessive (140 in campionato e 8 in coppa nazionale) e 40 gol (35 e 5).
Nel 1958, aiuta i bianco-celesti a vincere il loro primo grande trofeo, la Coppa Italia.
Inoltre, è ricordato dai tifosi anche per il suo notevole ruolo nei derby contro la Roma, in cui in totale ha segnato tre gol: i primi due il 6 marzo 1955, decisivi per il 3-1 finale, e l'ultimo il 16 marzo 1958, in cui realizza anche un assist per lo svedese Arne Selmosson e, dunque, è pienamente coinvolto nel 2-1 finale per i laziali.
Al termine della stagione 1958-1959 chiude la carriera in Serie A, con 330 presenze complessive e 123 reti.

##### Cesena
Nell'estate del 1959, ormai trentaduenne, Burini viene ceduto al Cesena, a cui si lega nella doppia veste di giocatore-allenatore.
Con i romagnoli, allora fra i dilettanti, conquista subito la promozione in Serie C e milita anche nelle due stagioni seguenti: all'ultima giornata del campionato 1960-61 si guadagna l'ulteriore plauso dei tifosi segnando il gol che decide il derby regionale contro il Ravenna e consente ai bianco-neri di ottenere la salvezza; al termine della stagione 1961-62, invece, chiude con i cesenati la carriera agonistica.

#### Nazionale
Nel 1948, viene incluso da Vittorio Pozzo nella spedizione italiana alle Giochi Olimpici di Londra, anche se non scenderà mai in campo.
Nel 1951, ottiene la possibilità di esordire in nazionale maggiore, anche grazie al suo contributo allo Scudetto rossonero e al ruolo nella scelta dei convocati di Antonio Busini (che, oltre a dirigere il Milan, in quel momento costituiva con Piercarlo Beretta e Gianpiero Combi la commissione tecnica azzurra): a Lisbona, in un'amichevole contro il Portogallo, al debutto segna il suo unico gol azzurro, contribuendo alla vittoria finale per 4-1.
Fu in nazionale in altre tre occasioni; poco più di quattro anni dopo giocò la sua ultima partita.

### Allenatore
Inizia come allenatore delle giovanili del Cesena, per poi tentare l'avventura alla guida di una prima squadra, guidando il Forlì nella stagione 1962-63, in Serie C. Un'esperienza che non riesce a concludere, andando incontro all'esonero prima della fine del campionato.
Nella stagione 1968-69, volendosi avvicinare a casa, accetta l'offerta della Pro Patria, sempre in Serie C, dove svolge la funzione di allenatore in seconda di Carlo Regalia; ruolo che ricopre per un biennio.
Per la stagione 1970-71 diventa ufficialmente l'allenatore dei biancoblù, che porta a una sofferta salvezza nella terza divisione, ai danni della Triestina, per miglior differenza reti.
Dal 1972, seguendo Regalia, rientra nell'organigramma societario dell'Omegna, in Serie D, per poi passare nel 1974 al Monza, dove rimane diverse stagioni, occupandosi principalmente del settore giovanile: in quegli anni, dal vivaio brianzolo emergono diversi talenti destinati a mettersi in luce in Serie B e in Serie A, come Giuliano Terraneo, Patrizio Sala, Angelo Colombo, Giuseppe Zandonà, Paolo Monelli e Daniele Massaro.
Nel 1981, torna alla Pro Patria, stavolta in Serie C2, nel ruolo di allenatore in seconda di Leo Siegel, curando in particolar modo i giovani della "Berretti". Viene confermato anche la stagione successiva, come vice di Carlo Soldo.
Nel 1985 chiude la sua carriera di allenatore, dopo aver allenato lungo la stagione ancora l'Omegna, sempre in C2.

## Statistiche

### Presenze e reti nei club
| Stagione        | Squadra         | Campionato      | Campionato | Campionato | Coppe nazionali | Coppe nazionali | Coppe nazionali | Coppe continentali | Coppe continentali | Coppe continentali | Altre coppe | Altre coppe | Altre coppe | Totale | Totale |
| Stagione        | Squadra         | Comp            | Pres       | Reti       | Comp            | Pres            | Reti            | Comp               | Pres               | Reti               | Comp        | Pres        | Reti        | Pres   | Reti   |
| --------------- | --------------- | --------------- | ---------- | ---------- | --------------- | --------------- | --------------- | ------------------ | ------------------ | ------------------ | ----------- | ----------- | ----------- | ------ | ------ |
| 1947-1948       | Milan           | A               | 19         | 6          | -               | -               | -               | -                  | -                  | -                  | -           | -           | -           | 19     | 6      |
| 1948-1949       | Milan           | A               | 34         | 13         | -               | -               | -               | -                  | -                  | -                  | -           | -           | -           | 34     | 13     |
| 1949-1950       | Milan           | A               | 35         | 21         | -               | -               | -               | -                  | -                  | -                  | -           | -           | -           | 35     | 21     |
| 1950-1951       | Milan           | A               | 35         | 12         | -               | -               | -               | CL                 | 2                  | 1                  | -           | -           | -           | 37     | 13     |
| 1951-1952       | Milan           | A               | 36         | 22         | -               | -               | -               | -                  | -                  | -                  | -           | -           | -           | 36     | 22     |
| 1952-1953       | Milan           | A               | 31         | 13         | -               | -               | -               | CL                 | 2                  | 0                  | -           | -           | -           | 33     | 13     |
| Totale Milan    | Totale Milan    | Totale Milan    | 190        | 87         | -               | -               | -               | -                  | 4                  | 1                  | -           | -           | -           | 194    | 88     |
| 1953-1954       | Lazio           | A               | 32         | 6          | -               | -               | -               | -                  | -                  | -                  | -           | -           | -           | 32     | 6      |
| 1954-1955       | Lazio           | A               | 31         | 8          | -               | -               | -               | -                  | -                  | -                  | -           | -           | -           | 31     | 8      |
| 1955-1956       | Lazio           | A               | 30         | 7          | -               | -               | -               | -                  | -                  | -                  | -           | -           | -           | 30     | 7      |
| 1956-1957       | Lazio           | A               | 18         | 5          | -               | -               | -               | -                  | -                  | -                  | -           | -           | -           | 18     | 5      |
| 1957-1958       | Lazio           | A               | 20         | 7          | -               | -               | -               | -                  | -                  | -                  | -           | -           | -           | 20     | 7      |
| 1958-1959       | Lazio           | A               | 9          | 2          | CI              | 8               | 5               | -                  | -                  | -                  | -           | -           | -           | 17     | 7      |
| Totale Lazio    | Totale Lazio    | Totale Lazio    | 140        | 35         | -               | 8               | 5               | -                  | -                  | -                  | -           | -           | -           | 148    | 40     |
| 1959-1960       | Cesena          | D               | 28         | 7          | -               | -               | -               | -                  | -                  | -                  | -           | -           | -           | 28     | 7      |
| 1960-1961       | Cesena          | C               | 24         | 2          | -               | -               | -               | -                  | -                  | -                  | -           | -           | -           | 24     | 2      |
| 1961-1962       | Cesena          | C               | 14         | 4          | -               | -               | -               | -                  | -                  | -                  | -           | -           | -           | 14     | 4      |
| Totale Cesena   | Totale Cesena   | Totale Cesena   | 66         | 13         | -               | -               | -               | -                  | -                  | -                  | -           | -           | -           | 66     | 13     |
| Totale carriera | Totale carriera | Totale carriera | 396        | 135        | -               | 8               | 5               | -                  | 4                  | 1                  | -           | -           | -           | 408    | 141    |

### Cronologia presenze e reti in nazionale
| Cronologia completa delle presenze e delle reti in nazionale ― Italia | Cronologia completa delle presenze e delle reti in nazionale ― Italia | Cronologia completa delle presenze e delle reti in nazionale ― Italia | Cronologia completa delle presenze e delle reti in nazionale ― Italia | Cronologia completa delle presenze e delle reti in nazionale ― Italia | Cronologia completa delle presenze e delle reti in nazionale ― Italia | Cronologia completa delle presenze e delle reti in nazionale ― Italia | Cronologia completa delle presenze e delle reti in nazionale ― Italia |
| Data                                                                  | Città                                                                 | In casa                                                               | Risultato                                                             | Ospiti                                                                | Competizione                                                          | Reti                                                                  | Note                                                                  |
| --------------------------------------------------------------------- | --------------------------------------------------------------------- | --------------------------------------------------------------------- | --------------------------------------------------------------------- | --------------------------------------------------------------------- | --------------------------------------------------------------------- | --------------------------------------------------------------------- | --------------------------------------------------------------------- |
| 8-4-1951                                                              | Lisbona                                                               | Portogallo                                                            | 1 – 4                                                                 | Italia                                                                | Amichevole                                                            | 1                                                                     |                                                                       |
| 6-5-1951                                                              | Milano                                                                | Italia                                                                | 0 – 0                                                                 | Jugoslavia                                                            | Amichevole                                                            | -                                                                     |                                                                       |
| 25-11-1951                                                            | Lugano                                                                | Svizzera                                                              | 1 – 1                                                                 | Italia                                                                | Coppa Internazionale                                                  | -                                                                     |                                                                       |
| 18-12-1955                                                            | Roma                                                                  | Italia                                                                | 2 – 1                                                                 | Germania Ovest                                                        | Amichevole                                                            | -                                                                     |                                                                       |
| Totale                                                                |                                                                       | Presenze                                                              | 4                                                                     |                                                                       | Reti                                                                  | 1                                                                     |                                                                       |

## Palmarès

### Giocatore

#### Club

##### Competizioni nazionali
- Campionato italiano: 1

Milan: 1950-1951
- Coppa Italia: 1

Lazio: 1958
- Campionato italiano Serie D: 1

Cesena: 1959-1960 (girone C)

##### Competizioni internazionali
- Coppa Latina: 1

Milan: 1951

### Allenatore
- Campionato italiano Serie D: 1

Cesena: 1959-1960 (girone C)